# Vilija Blinkeviciute
Vilija Blinkevičiūtė , född 3 mars 1960 i Linkuva Pakruojo Raj, är en litauisk EU-parlamentariker. 
Hon studerade juridik på Vilnius Universitet och har tidigare arbetat i den litauiska regeringen. 1994 utsågs Blinkevičiūtė till Socialförsäkrings- och arbetsminister och mellan 2004 och 2009 var hon ledamot i Litauens parlament (Seimas). I Europaparlamentet representerar Blinkevičiūtė Litauens socialdemokratiska parti och sitter i Gruppen Progressiva förbundet av socialdemokrater. Därutöver är Blinkevičiūtė ordförande i utskottet för Kvinnors rättigheter och jämställdhet mellan kvinnor och män. Blinkevičiūtė sitter även i utskottet för medborgerliga fri- och rättigheter samt rättsliga och inrikes frågor. Blinkevičiūtė talar litauiska, engelska och ryska.